# Langues muna-buton
Les langues muna-buton sont un des sous-groupes de langues austronésiennes rattachées aux langues malayo-polynésiennes occidentales.
Ces langues sont parlées en Indonésie, sur l'île de Sulawesi.

## Classification
Les langues muna-buton, comme les autres groupes présents à Sulawesi, sont rattachées aux langues malayo-polynésiennes occidentales.

### Place dans le malayo-polynésien
Selon Adelaar, les langues muna-buton forment un des vingt-trois sous-groupes du malayo-polynésien occidental.

### L'hypothèse célèbique
Van den Berg (1996), avait précédemment proposé un groupe célèbique regroupant les groupes de langues du sud de l'île, dont le muna-buton sur la base d'évolution phonologiques communes. Mead (1996) démontre que ces évolutions sont en fait un trait régional à Sulawesi, et se sont produites après, et non avant, la séparation des sous-groupes. Ce groupe célèbique semble actuellement invalidé par la recherche.
Les langues wolio-wotu, précédemment incluses dans le mona-buton sont considérées par Mark Donohue comme un sous-groupe différent.

### Liste des langues
Les langues du sous-groupe sont :
- muna-buton nucléaire 
  - langues buton 
    - kumbewaha
    - lasalimu
    - cia-cia

  - langues muna
    - langues muniques occidentales
      - ioko
      - liabuku
      - muna
      - pancana

    - busoa
- langues tukang besi-bonerate
  - tukang besi occidental
  - tukang besi oriental
  - bonerate

## Sources
- (en) Adelaar, Alexander, The Austronesian Languages of Asia and Madagascar: A Historical Perspective, The Austronesian Languages of Asia and Madagascar, pp. 1-42, Routledge Language Family Series, Londres, Routledge, 2005,  (ISBN 0-7007-1286-0)